# 안양 삼막사 사적비
안양 삼막사 사적비(安養 三幕寺 事蹟碑)는 대한민국 경기도 안양시 만안구 석수동, 삼막사의 사적을 적은 조선시대의 비석이다.
1985년 6월 28일 경기도의 유형문화재 제125호로 지정되었다.

## 개요
삼막사의 사적을 적은 비로서 대웅전에서 동쪽으로 약 30여m 떨어진 곳에 위치한다. 비는 화강암제로 대석, 비신, 개석을 갖춘 소박한 형식이다.
비문에는 신라의 원효(617-686)등이 창건하고 도선국사(827-898)가 중건하여 관음사라고 개칭했으며, 고려 태조가 중수하여 삼막사라 하였고, 여말 선초에는 나옹, 무학 등의 고승이 오래 머물면서 선풍을 드날렸으며, 조선 태조 때 왕명으로 중수되었다는 등의 사실이 적혀있다. 뒷면에는 시주자의 명단이 새겨져 있다.

## 현지 안내문

### 개선전
이 비의 비갓은 팔작지붕형이고 지대석(地臺石)은 땅에 묻혀 있다. 비문(碑文)은 마모가 심하여 판독이 어려운 상태이나 "조선국경기(朝鮮國京圻) 관악(冠岳) 산맥갑묘행룡삼성산하(山脈甲卯行龍三聖山下) 사명삼막좌유향로봉(寺名三幕左有香爐峰)"과  건립연대(建立年代)를 밝히는 "강희(康熙) 46년 정해(丁亥)"란 명문(銘文)이 있다. 비석의 내용은 사찰의 위치가 경기관악산맥 삼성산 아래에 있고, 사찰의 이름은 삼막사이며 왼쪽으로 향로봉이 있으며, 조선 숙종(肅宗) 33년(1707)에 건립되었음을 전해주고 있다.

### 개선후
삼막사 창건과 그 이후 연혁을 기록한 비석이다. 사적비(事蹟碑)는 사찰이나 서원, 사당, 성곽 등의 역사를 기록한 비석을 말하며, 기적비(紀蹟碑)라고도 한다.
비석 앞면에는 삼막사의 역사가, 뒷면에는 시주한 사람들의 이름이 새겨져 있다. 비문에는 '관악산맥 삼성산 아래 있는 절로, 이름이 삼막사다. 절 왼편에 향로봉(香爐峰)이 있다. 숙종 33년(1707)에 이 비석을 세웠다.'는 내용이 담겨 있다. 한편 이 사적비에는 신라 원효대사(元曉大師, 7세기)가 터를 잡고 띠집을 지어 수도하는 곳으로 창건한 후 통일신라 말기에 도선국사(道詵國師, 9세기)가 고쳐 지어 관음사(觀音寺)라고 불렀고, 고려 말기에는 지공선사(指空禪師)와 나옹선사(懶翁禪師) 등이 머물렀던 것으로 기록되어 있다고 한다. 다만 비문이 상당히 마멸되어 있어서 지금으로서는 명확하게 확인하기가 어렵다.
비석은 화강암을 사각형으로 깎아 만든 받침돌(臺石)에 비문을 새긴 몸돌(碑身)을 세우고, 그 위에 한옥의 팔작지붕 모양을 한 지붕돌(蓋石)을 올렸다. 거북모양 받침돌(龜趺)이나 용을 새긴 지붕돌(螭首)을 갖춘 것들에 비하면 장식하지 않은 소박한 비석이다. 이 사적비는 삼막사의 역사를 알려주는 사실상 유일한 기록으로, 문화재로서 가치가 크다.

## 같이 보기
- 삼막사

## 참고 자료
- 삼막사사적비 - 국가유산청 국가유산포털